# Proutiella tegyra
Proutiella tegyra là một loài bướm đêm thuộc họ Notodontidae. Nó được tìm thấy ở các khu rừng vùng đất thấp of miền tây Amazonia ở Nam Mỹ, bao gồm Brasil, Ecuador và Peru.